# Vincenzo Vinciguerra
Vincenzo Vinciguerra (Catania, 3 gennaio 1949) è un terrorista e scrittore italiano.

## Biografia
È un ex membro dei movimenti neo-fascisti Avanguardia Nazionale e Ordine Nuovo. In carcere dal 1979, sta scontando l'ergastolo per l'uccisione di tre carabinieri nella strage di Peteano del 1972. Le indagini di questo caso, per il quale erano stati incriminati sei cittadini goriziani innocenti, sono giunte a conclusione in seguito alla sua assunzione di responsabilità, nel 1984.

### La bomba di Peteano
Il 31 maggio 1972, a Peteano (frazione di Sagrado, in provincia di Gorizia) una Fiat 500, abbandonata con due fori di proiettili, esplose provocando la morte dei carabinieri Donato Poveromo, di 33 anni, Franco Dongiovanni, di 23 anni, Antonio Ferraro, di 31 anni. Una telefonata anonima aveva avvisato i carabinieri dell'auto sospetta, lasciata in sosta in un luogo periferico e isolato. Nel tentativo di aprire il cofano, i carabinieri vennero investiti dall'esplosione e restarono uccisi.

### Il tentato dirottamento di Ronchi dei Legionari
Il 6 ottobre 1972 Ivano Boccaccio, appartenente al gruppo di Ordine nuovo di Udine tentò all'aeroporto di Ronchi dei Legionari il dirottamento di un Fokker 27 diretto a Bari, chiedendo un riscatto di duecento milioni di lire. Liberò i sette passeggeri in cambio di un rifornimento di carburante ma, rimasto solo in seguito alla fuga dall'aereo dell'equipaggio, fu ucciso nell'attacco condotto dalla polizia. Nel 1975 Vinciguerra e Carlo Cicuttini furono inquisiti e processati per il tentativo di dirottamento: vennero assolti in primo grado, ma condannati in appello nel 1976.

### L'espatrio
In vista dell'arresto per l'episodio di Ronchi dei Legionari, nell'aprile del 1974 Vinciguerra espatriò nella Spagna franchista, dove erano operative le basi della rete anticomunista internazionale nota come Aginter Press, guidata da Yves Guérin-Sérac .
In Spagna, Vinciguerra conobbe Stefano Delle Chiaie e, convintosi dell'esistenza di una collusione tra Ordine nuovo e gli apparati militari e di intelligence italiani, decise di concludere la sua militanza nell'organizzazione e di aderire ad Avanguardia Nazionale. Nel giugno del 1977 si spostò nel Cile di Pinochet; successivamente, nell'aprile del 1978, si trasferì in Argentina.

### Il rientro e la costituzione
Nel febbraio del 1979 rientrò a Roma e pose fine anche alla militanza in Avanguardia nazionale. A settembre dello stesso anno, ritenendo che fossero venute meno le condizioni per continuare la lotta contro lo Stato nei metodi fino ad allora adottati, si costituì spontaneamente.

### Il processo
Nel 1984 decise di assumersi la responsabilità dell'attentato di Peteano, non perché pentito, ma perché determinato a rendere pubblici i rapporti tra l'estrema destra e gli apparati dello Stato, che si erano attivati per coprire la matrice fascista dell'attacco.
Alla base della sua decisione, non c'era quindi un ravvedimento, ma una scelta politica e ideologica:
Autoaccusandosi, Vinciguerra incolpò quei settori dello Stato che lo avevano protetto depistando le indagini sull'attentato. La sua posizione non fu quella del pentito né del collaboratore di giustizia:
Durante il processo, lo scontro con il giudice Felice Casson fu durissimo. Quest'ultimo cercò di dimostrare che l'esplosivo C-4 (il più potente esplosivo disponibile al momento) usato nell'attentato del 1972 provenisse dal deposito di armi di Gladio, nascosto nel sottosuolo di un cimitero vicino a Verona, la cui esistenza venne rivelata ai giudici Casson e Mastelloni da Giulio Andreotti, ex Presidente del Consiglio.
Nel corso delle indagini il giudice Casson accertò che Marco Morin, perito balistico presso la Procura di Venezia, che aveva avuto l'incarico di analizzare l'esplosivo ritrovato a Peteano, compariva nell'elenco contenente i nomi dei soggetti che erano stati presi in esame per entrare a far parte di Gladio, senza essere poi reclutati; inoltre Morin era risultato in contatto con due militanti veneti di Ordine Nuovo, nella cui disponibilità era stato scoperto un vero e proprio arsenale di armi da guerra. Da una informativa del centro Sismi di Verona, risultava anche che Morin era stato in contatto con un funzionario del centro Sid di Padova, per ragioni che non venivano specificate. Morin, sulla base delle analisi svolte, era giunto alla conclusione che, nella strage di Peteano, era stato utilizzato del Semtex-H, un esplosivo militare di matrice cecoslovacca che sarebbe stato anche nella disponibilità delle Brigate Rosse. Casson, non convinto di una simile perizia, dal momento che Vinciguerra ne aveva sempre negato l'uso, appurò che il Semtex c'era solo perché qualcuno lo aveva posto in modo fraudolento fra i reperti, al fine di depistare.
Le indagini, oltre a scoprire il grave depistaggio, provarono anche che Morin millantava specializzazioni e lauree che non aveva mai conseguito. In base a successivi riscontri, Casson portò avanti la tesi giudiziaria secondo la quale l’esplosivo utilizzato per la strage di Peteano sarebbe stato prelevato dal deposito di armi clandestino di Aurisina, appartenente a Gladio; tesi non condivisa dal giudice Guido Salvini secondo il quale non vi erano prove certe che l’esplosivo utilizzato a Peteano provenisse dal Nasco di Aurisina.
Una versione dei fatti che trova d'accordo lo storico Daniele Ganser:
Sempre secondo Daniele Ganser, Gladio avrebbe sospeso la protezione di Vinciguerra quando questi iniziò a confessare.
Il tentativo di Casson di collegare Vinciguerra a Gladio e l'attentato di Peteano al Nasco di Aursina fu tuttavia fallimentare, perché emerse con tutta evidenza che l'azione rappresentava un attacco – ideologicamente motivato – contro lo Stato. Lo stesso giudice Guido Salvini, titolare dell'inchiesta sulla strage di piazza Fontana, lo scrisse chiaramente nella sua sentenza-ordinanza:
Mai una ricostruzione così infondata, sfornita non solo di qualsiasi elemento di prova, ma anche di qualsiasi dato indiziario, è stata così cara al mondo dei massmedia, soprattutto all'inizio degli anni '90, all'emergere del "caso GLADIO", tanto da essere ancora oggi riportata meccanicamente ogniqualvolta, nell'ambito di commenti ricostruttivi, viene rievocato l'attentato di Peteano.»

Il giudice Salvini ha tuttavia confermato l'appartenenza di questo attentato alla strategia della tensione, pur nella sua peculiarità:
Le affermazioni di Vinciguerra trovarono invece puntuale riscontro. Per i depistaggi miranti a nascondere la matrice fascista dell'attentato vennero condannati in primo grado un generale e due colonnelli dei carabinieri, un perito balistico e due ufficiali dei servizi segreti.

### La condanna
Al termine del processo, Vinciguerra venne condannato all'ergastolo perché riconosciuto come il responsabile dell'attentato. Rinunciò al ricorso in appello, dimostrando che le sue deposizioni non erano motivate dal desiderio di ottenere vantaggi personali.
Irriducibile, sostenne di essere un "soldato politico". Affermò, intervistato da Sergio Zavoli per La notte della Repubblica, di voler scontare interamente la pena come mezzo di protesta, di non essere pentito (è tuttora detenuto nel carcere di Opera), e di voler mostrare il suo disprezzo per le parti in causa (da lui reputate pesantemente in combutta con la CIA nell'Operazione Gladio) cioè per lo Stato democratico e per l'estrema destra italiana (egli si definisce "fascista" e non "neofascista", completamente estraneo alla destra e contestualmente più prossimo a sinistra e sconfessa qualsiasi ascendente ideale proveniente da Julius Evola). Ha fornito numerose testimonianze spontanee, spesso controverse, scritto volumi e pubblicato numerosissimi articoli su siti web.
Nel 2000 ha pubblicato Camerati, addio, con le Edizioni di Avanguardia.

## Testimonianze
Negli anni successivi alla condanna, Vinciguerra cominciò a rendere pubblici numerosi particolari di sua conoscenza relativi agli anni di piombo e alla strategia della tensione. Per le sue affermazioni rese di fronte ai giudici non ha mai chiesto sconti di pena, per sottolineare la differenza tra la sua scelta di "soldato politico", interessato unicamente a far emergere la verità storica, e l'attività dei pentiti e dei collaboratori di giustizia.

### Sulla strategia della tensione
Nelle dichiarazioni riportate nella sentenza della Corte di Assise di Venezia, il 25 luglio 1987, durante il processo relativo alla strage di Peteano, Vinciguerra ha reso alcune dichiarazioni circa una struttura parallela segreta :

### Sulla strage di Bologna del 1980
Nel 1984, a domanda dei giudici circa la strage alla stazione di Bologna, Vinciguerra disse:
Il 16 ottobre 2019 nel processo per strage di Bologna del 2 agosto 1980 il Vinciguerra dichiara che la strage di Bologna è servita per distogliere l'attenzione dalla strage di Ustica (DC9 Itavia), strage che infatti dopo il 3 agosto scomparve dai media.

### Sulla NATO
Vinciguerra inoltre dichiarò al Guardian:

### Sull'assassinio del generale Cileno Carlos Prats nel 1974
Insieme a Stefano Delle Chiaie, Vinciguerra testimoniò a Roma nel dicembre 1995 davanti al giudice Servini de Cubría. Secondo la testimonianza, Enrique Arancibia Clavel (un ex agente della polizia segreta cilena, perseguito per crimini contro l'umanità nel 2004) e l'espatriato statunitense agente DINA Michael Townley erano direttamente coinvolti nell'assassinio del generale cileno Carlos Prats, accaduto a Buenos Aires il 30 settembre 1974.
Sempre secondo Vinciguerra, anche l'attentato di Piazza Fontana del 1969 era stato pianificato per spingere l'allora presidente del Consiglio Mariano Rumor a dichiarare lo stato di emergenza.

### Ipotesi di assassinio di Mariano Rumor
In un'intervista di Sergio Zavoli, Vincenzo Vinciguerra ebbe a dichiarare che gli era stato chiesto di assassinare Mariano Rumor da parte di Delfo Zorzi (Diario Di Un cronista Terrorismo Nero - Sergio Zavoli - Rai Storia )

### Sul caso Pecorelli
In relazione al delitto Pecorelli, il cui processo si era chiuso nel 2003 con un'assoluzione per tutti gli imputati sia mandanti che presunti esecutori, nel marzo 2019 la Procura della Repubblica di Roma ha disposto la riapertura delle indagini sul delitto accogliendo le richieste della sorella di Pecorelli e sulla base di una Beretta 765 – sequestrata nel 1995 a Monza e di proprietà di Domenico Magnetta, membro di Avanguardia Nazionale – dalla quale potrebbero essere partiti i proiettili di marca Gevelot. Infatti l'ex terrorista nero Vinciguerra in un'intervista aveva raccontato di aver saputo che l'arma tenuta nel suo deposito da Magnetta era la stessa usata per uccidere il giornalista. La giornalista Raffaella Fanelli peraltro aveva saputo della Beretta venendo in possesso di un verbale contenuto in una cartella del sequestro Moro. A dicembre si verrà a sapere però che l'arma sarebbe stata distrutta nel 2013 come riportato in un verbale recuperato a Milano. Secondo la giornalista Raffaella Fanelli non esiste il verbale che attesti la distruzione dell'arma.

## Giudizi
L'azione giudiziaria e di approfondimento storico che Vinciguerra ha sviluppato, non solo nelle aule di giustizia, ma con una lunga e articolata serie di contributi, interventi e studi, ha ovviamente suscitato numerose polemiche e giudizi contrastanti.
Aldo Giannuli, nel suo libro La strategia della tensione (Ponte alle Grazie, Firenze, 2018) sostiene che quella di Vinciguerra è la sola interpretazione che abbia costantemente retto al confronto con tutti i dati e le evidenze fattuali che sono emerse nel lungo corso di trent’anni di indagini e di studi. Giannuli si esprime in questi termini:
(…) A valorizzare il suo apporto dalla ricostruzione di quegli anni è stato per primo [il giudice] Guido Salvini, ma va detto che dopo, tanto la Commissione stragi, quanto altre autorità giudiziarie e la produzione specialistica in materia hanno abbondantemente attinto ai suoi scritti o verbali. Oggi si può dire che non sia possibile fare una storia della strategia della tensione in Italia prescindendo dal contributo di Vinciguerra.»

## Opere
- Vincenzo Vinciguerra, Ergastolo per la libertà. Verso la verità sulla strategia della tensione, Arnaud, Firenze, 1989.
- Vincenzo Vinciguerra, La strategia del depistaggio, Edizioni Il Fenicottero, Sasso Marconi, 1993.
- Vincenzo Vinciguerra, Camerati, addio. Storia di un inganno, in cinquant'anni di egemonia statunitense in Italia, Edizioni di Avanguardia, Trapani, 2000.
- Vincenzo Vinciguerra, Stato d'emergenza. Raccolta di scritti sulla strage di piazza Fontana, lulu.com, 2014.
- Vincenzo Vinciguerra, Storia cronologica del conflitto medio mediorientale, Youcanprint, Saggistica, 2015, ISBN 9788891187055.
- Vincenzo Vinciguerra, Il tradimento degli Anarchici, scaricabile da I Volti di Giano, 2020.